# Musl
musl ist eine C-Standard-Bibliothek für Linux-Betriebssysteme, die für statisches Linken optimiert ist. Standardmäßige Verwendung findet sie in Alpine Linux, Chimera Linux und OpenWrt, während Void Linux mehrere C-Standard-Bibliotheken unterstützt darunter auch musl. Es gibt außerdem ein Projekt zur Nutzung von musl als C-Standard-Bibliothek von Hardened Gentoo.
Seit Mai 2015 wird musl von gcc unterstützt.